# Casagiove
Casagiove ist eine italienische Gemeinde (comune) mit 12.890 Einwohnern (Stand 31. Dezember 2023) in der Provinz Caserta in Kampanien. Casagiove liegt etwa 1 Kilometer westlich von Caserta und etwa 25 Kilometer nördlich von Neapel.

## Geschichte
Die Siedlung liegt im Gebiet der früheren griechischen Kolonien in Kampanien. Im Punischen Krieg mit Rom rastete Hannibal für einige Wochen auf dem Berg vor Casagiove. Der Ortsname bedeutet Haus des Jupiter. Durch den Ort führt auch die Via Appia. Auf der Tabula Peutingeriana verzeichnet an der Stelle des heutigen Casagioves einen Ort namens Iovis Tifatinus. Im beginnenden 19. Jahrhundert entstand der heutige Ort durch den Zusammenschluss der Gemeinden Casanova und Coccagna.

## Verkehr
Casagiove liegt mit einer Anschlussstelle an der Autostrada A4. Der nächste Bahnhof befindet sich in Caserta bzw. in Santa Maria Capua Vetere.